# Galerija fotografije Fotokluba Split
Galerija fotografije Fotokluba Split nalazi se u Split, na adresi Marmontova 5.
Sagrađena je 1953. godine.

## Povijest
Foto klub Split konstituiran je na skupštini u Kinu Karaman 26. travnja 1911. godine.
Nakon odvajanja od "Kino kluba Split" i iseljenja iz prostorija na Rivi 1952. g. Foto klub se smjestio u Marmontovoj ulici u sklopu "Izložbenog salona Galić" od kojeg se odvojio 1956. kada organiziranjem 2. Klupske izložbe definitivno počinje živjeti svoju djelatnost sa svojim gradom i puno puno šire do današnjih dana.

## Zaštita
Ministarstvo kulture Republike Hrvatske uvrstilo je prostor Galerije fotografije i Fotoklub Split u popis kulturnih dobara, čime se štiti izložbeni i uredski prostor, pomoćne prostorije i foto-laboratorij. To je najznačajnije priznanje u 103 godine povijesti Fotokluba Split, koji je postao prva foto-galerija u Hrvatskoj koja nosi titulu kulturnog dobra.
Pod oznakom Z-6235 zavedeni su kao nepokretno kulturno dobro - pojedinačno, pravna statusa zaštićena kulturnog dobra, klasificirano kao "profana graditeljska baština".

## Vanjske poveznice
- Galerija fotografije Fotokluba Split na Facebooku
- Galerija fotografije Fotokluba Split na Instagramu
- Galerija fotografije Fotokluba Split na YouTubeu